# Bronze

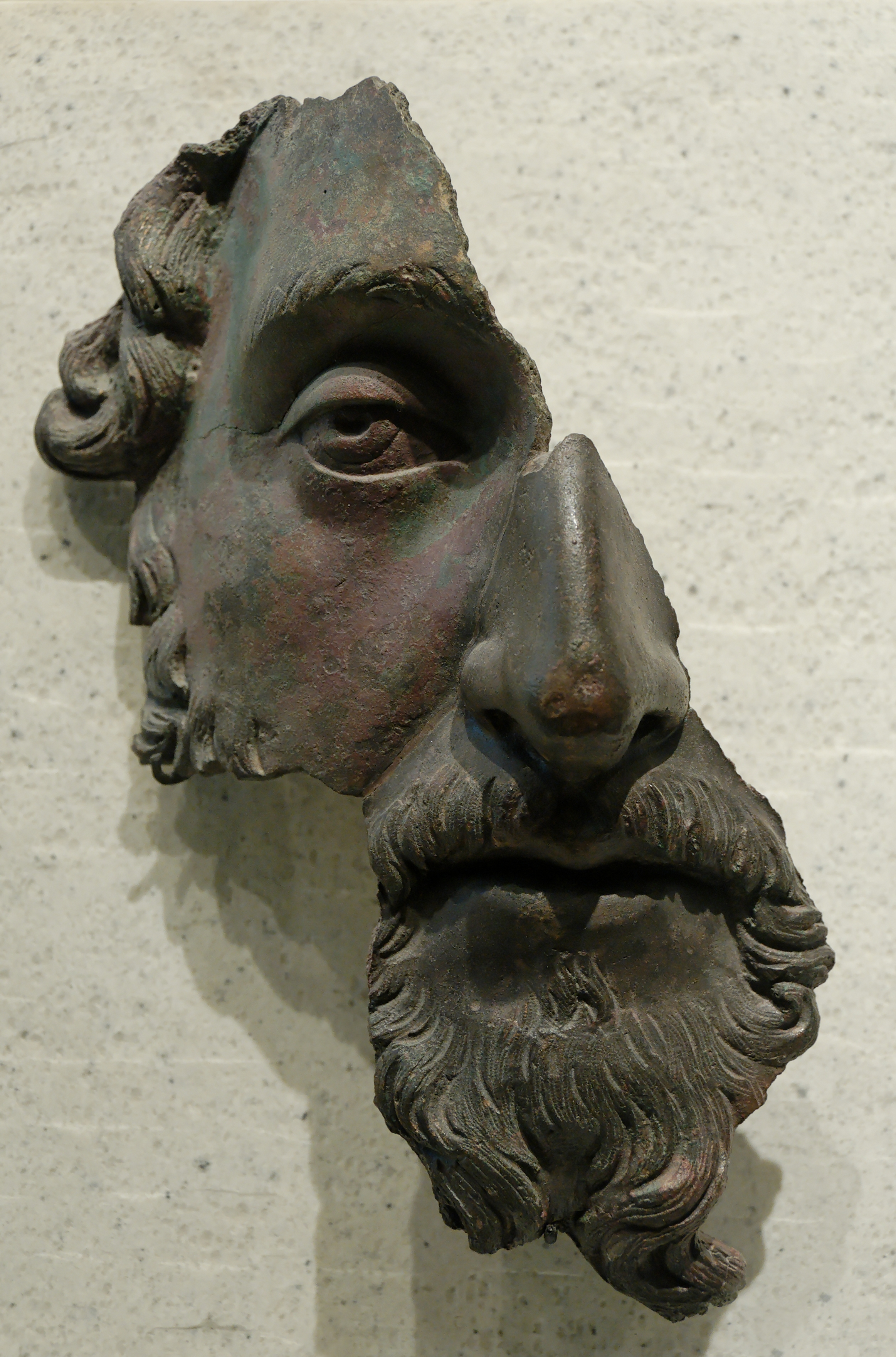
Fragmento de escultura em bronze de Marco Aurélio.

Bronze (do persa biring, cobre) é uma série de ligas metálicas que tem como base o cobre e o estanho e proporções variáveis de outros elementos como zinco, alumínio, antimônio, níquel, fósforo, chumbo entre outros com o objetivo de obter características superiores às do cobre. O estanho tem a característica de aumentar a resistência mecânica e a dureza do cobre sem alterar a sua ductibilidade.
O processo de fabricação consiste em misturar um mineral de cobre (calcopirita, malaquita ou outro) com o estanho (cassiterita) em um alto-forno alimentado com carbono (carvão vegetal ou coque). O anidrido carbônico reduz os minerais a metais, o cobre e estanho se fundem e se ligam a percentual de estanho de 2 a 11%.

## História
De bronze foram as primeiras armas e ferramentas metálicas, também utilizado para a produção de estátuas. Material que, polido, chega ao amarelo ouro, é o mais usado no campo da escultura. Sua grande popularidade se deve à sua enorme resistência estrutural, à não corrosão atmosférica, à facilidade de fundição e uma capacidade de acabamento que permite excelente polimento ou o uso de diversas cores e tipos.
O bronze possui características acústicas e de geração de ondas sinusoidais bastante puras e apresentando um timbre bem distinto, tornando-se assim um metal excelente para a fabricação de instrumentos musicais de percussão como é o caso dos sinos e sinetas ou secções de instrumentos de sopro, onde o som é originado, como são as boquilhas para saxofones, e bocais para trompetes e trombones, entre outros.
É considerada uma das ligas metálicas mais antigas da humanidade. Segundo a história, a fabricação do bronze iniciou-se há mais de 3000 anos e ficou conhecida como Idade do Bronze. Os ferreiros perceberam que a utilização do cobre tornou-se inviável em virtude da procura, estes por sua vez misturaram acidentalmente[carece de fontes?] o estanho com o cobre com a tentativa de aumentar o volume do material, e deu certo. No início da produção do bronze utilizou-o arsênio como elemento de liga, o qual foi posterior substituído (devido à sua toxicidade) pelo estanho.